# Josef Jarolím
Josef Jarolím (* 13. Februar 1958) ist ein ehemaliger tschechischer Fußballspieler und derzeitiger Fußballtrainer. Der Mittelfeldspieler verbrachte den Großteil seiner Laufbahn bei Sparta Prag.

## Spielerkarriere
Jarolím spielte von 1977 bis 1978 bei Dukla Prag, wo er seinen Wehrdienst absolvierte. Anschließend wechselte der Mittelfeldspieler zu Sparta Prag. Mit Sparta wurde er 1984, 1985, 1987 und 1988 tschechoslowakischer Meister, 1980 und 1984 gewann er den tschechoslowakischen Pokal. In 168 Erstligaspielen für Sparta erzielte Jarolím 24 Tore. 1988 wechselte er zu Spartak Hradec Králové, wo er seine Karriere beendete.

## Trainer
Jarolím trainierte im Amateurbereich die Mannschaften SK Union Čelákovice (2001/02), SK Ďáblice (2005/06) und SK Mondi Packaging Štětí (2006 bis 2007).